# Without You (canción de The Kid Laroi)
«Without You» (estilizada en mayúsculas) —en español: Sin Ti— es una canción del rapero y cantante australiano The Kid Laroi. Fue enviado a la radio alternativa el 18 de diciembre de 2020 como el segundo sencillo (quinto en general) y el primer sencillo internacional de la edición de lujo Savage del mixtape debut de Laroi, F*ck Love.
Un remix de «Without You» con la cantante estadounidense Miley Cyrus fue lanzado el 30 de abril de 2021. The Kid Laroi discutió por primera vez una próxima colaboración con Cyrus en una entrevista con Billboard el 6 de abril. El remix en sí fue visto por primera vez en un video del TikTok de Cyrus el 21 de abril, y la fecha de lanzamiento fue confirmada por ambos artistas el 23 de abril. Es el primer lanzamiento de Cyrus desde que firmó con Columbia Records en marzo de 2021.
La canción debutó en el Billboard Hot 100 en el puesto número 63, la semana del 19 de diciembre de 2020, y alcanzó el puesto número 30 en marzo de 2021. El remix, con Miley Cyrus, le dio a la canción un impulso en popularidad en mayo de ese mismo año y le otorgó a la canción un nuevo peak en el puesto número ocho, convirtiéndose en la primera canción top 10 de Laroi como artista principal, el segundo general por el tema "Hate the Other Side". También es el sencillo más exitoso de Laroi hasta que lanzó «Stay» en julio de 2021, acumula más de 690 millones de reproducciones en Spotify.
En la Billboard Global 200 logró llegar al top 10 siendo este su primero gracias al remix.

## Composición
En la canción, Kid Laroi retrata cómo se ve una relación de amor-odio, comunicando sus sentimientos hacia una chica en la pista mientras lidia con las luchas de un desamor. Laroi canta sobre un instrumental lento basado en la guitarra producido por el frecuente colaborador y productor Omer Fedi, así como por Blake Slatkin.
En una entrevista para Rolling Loud en 2020 Laroi declaró: «"Without You" es mi canción favorita de [la edición] de lujo porque simplemente me gusta, es un poco diferente, su ambiente acústico, simplemente me gusta».

## Tendencia en TikTok
En diciembre de 2020, la canción comenzó a ser tendencia en la aplicación para compartir videos TikTok, con videos configurados con la letra: "And I can't take it back, so in the past is where we'll leave it/So there you go/Can't make a wife out of a ho" —en español: Y no puedo retractarme, así que en el pasado es donde lo dejaremos/Así que ahí lo tienes/No se puede hacer una puta de esposa—, refiriéndose a tomar a la ligera situaciones románticas no tan ideales.

## Video musical
El video musical que acompaña a la canción , se estrenó el 16 de diciembre de 2020, dirigido por Steve Cannon. El video muestra a Kid Laroi solo en lugares vastos y expansivos, incluido un lago salado y un bosque cubierto de nieve al lado de una fogata, antes de recibir un tortazo en una fiesta. El video musical para el remix con Miley Cyrus fue estrenado el 30 de abril de 2021.

## Interpretaciones en directo
El 28 de febrero de 2021, Kid Laroi se presentó en vivo en programa The Tonight Show Starring Jimmy Fallon, siendo su debut televisivo en los Estados Unidos. El 24 de abril de 2021, Laroi interpretó «Without You» en la segunda edición anual de Music From the Home Front. El espectáculo musical fue encabezado por el fallecido fundador Michael Gudinski; Billboard la describió como una actuación madura.
El 8 de mayo de 2021, Laroi y Miley Cyrus interpretaron por primera vez en directo el remix de «Without You» en el programa de televisión Saturday Night Live.

## Créditos
Créditos adaptados de Tidal.
- Charlton Howard – voz, escritura, composición
- Blake Slatkin – escritura, composición, producción
- Omer Fedi – escritura, composición, producción
- Billy Walsh – escritura, composición
- Donn Robb – ingeniería de registros
- John Castelli – mezcla
- Josh Deguzman – asistente de ingeniería
- Conor Hedge – asistente de ingeniería
- Fili Filizzola – asistente de ingeniería
- Héctor Vega – asistente de ingeniería
- Ben Dover – asistente de ingeniería
- Dale Becker – masterización
- Miley Cyrus – voz, escritura, composición (remix)

## Posicionamiento en las listas
| Chart (2020–2021)                                       | Peak position |
| ------------------------------------------------------- | ------------- |
| Australia (ARIA)                                        | 1             |
| Australia Urban (ARIA)                                  | 1             |
| Austria (Ö3 Austria Top 40)                             | 5             |
| Bélgica (Flandes) (Ultratop 50)                         | 1             |
| Bélgica (Valonia) (Ultratop 50)                         | 13            |
| Bolivia (Monitor Latino)                                | 8             |
| Canadá (Canadian Hot 100)                               | 7             |
| Croacia Airplay (HRT)                                   | 23            |
| República Checa (Rádio Top 100)                         | 3             |
| República Checa (Singles Digitál Top 100)               | 8             |
| República Checa (Singles Digitál Top 100)               | 8             |
| Dinamarca (Tracklisten)                                 | 1             |
| Ecuador Anglo (Monitor Latino)                          | 16            |
| El Salvador Anglo (Monitor Latino)                      | 12            |
| España (LOS40)                                          | 1             |
| Finlandia (OFC)                                         | 1             |
| Francia (SNEP)                                          | 75            |
| Alemania (Offizielle Deutsche Charts)                   | 13            |
| Grecia (IFPI)                                           | 15            |
| Guatemala Anglo (Monitor Latino)                        | 2             |
| Global 200 (Billboard)                                  | 10            |
| Global 200 Excl. US (Billboard)                         | 11            |
| Hungría (Stream Top 40)                                 | 14            |
| Irlanda (IRMA)                                          | 3             |
| Israel (Media Forest)                                   | 2             |
| Lituania (AGATA)                                        | 13            |
| Países Bajos (Dutch Top 40)                             | 2             |
| Países Bajos (Mega Single Top 100)                      | 2             |
| Nueva Zelanda (Recorded Music NZ)                       | 8             |
| Noruega (VG-lista)                                      | 1             |
| Paraguay Anglo (Monitor Latino)                         | 10            |
| Polonia (Polish Airplay Top 100)                        | 29            |
| Portugal (AFP)                                          | 1             |
| Singapur (RIAS)                                         | 20            |
| Eslovaquia (Rádio Top 100)                              | 34            |
| Eslovaquia (Singles Digitál Top 100)                    | 8             |
| Suecia (Sverigetopplistan)                              | 5             |
| Suiza (Schweizer Hitparade)                             | 10            |
| Reino Unido (UK Singles Chart)                          | 2             |
| Reino Unido (UK R&B Chart)                              | 1             |
| Estados Unidos Billboard Hot 100                        | 8             |
| Estados Unidos Adult Top 40 (Billboard)                 | 1             |
| Estados Unidos Hot R&B/Hip-Hop Songs (Billboard)        | 44            |
| Estados Unidos Hot Rock & Alternative Songs (Billboard) | 1             |
| Estados Unidos Mainstream Top 40 (Billboard)            | 3             |
| Estados Unidos Rhythmic (Billboard)                     | 29            |
| Estados Unidos Rolling Stone Top 100                    | 46            |
| Venezuela Anglo(Monitor Latino)                         | 15            |

## Certificaciones
| País           | Organismo certificador | Certificación | Ventas certificadas | Ref.   |
| -------------- | ---------------------- | ------------- | ------------------- | ------ |
| Australia      | ARIA                   | 7× Platino    | 490 000             | [ 64 ] |
| Brasil         | Pro-Música Brasil      | Oro           | 20 000              | [ 65 ] |
| Bélgica        | BEA                    | Oro           | 20 000              | [ 66 ] |
| Canadá         | Music Canada           | Platino       | 80 000              | [ 67 ] |
| Dinamarca      | IFPI Dinamarca         | 2× Platino    | 180 000             | [ 68 ] |
| España         | PROMUSICAE             | Platino       | 60 000              | [ 69 ] |
| Estados Unidos | RIAA                   | 2× Platino    | 2 000 000           | [ 70 ] |
| Italia         | FIMI                   | Oro           | 35 000              | [ 71 ] |
| Nueva Zelanda  | RMNZ                   | Platino       | 30 000              | [ 72 ] |
| Polonia        | ZPAV                   | Oro           | 10 000              | [ 73 ] |
| Suiza          | IFPI Suiza             | Oro           | 10 000              | [ 74 ] |
| Reino Unido    | BPI                    | Platino       | 600 000             | [ 75 ] |